# Aratos de Soles
Pour les articles homonymes, voir Aratos.
Aratus ou Aratos de Soles, en grec ancien Ἄρατος ὁ Σολεύς (Áratos ho Soleús), est un poète grec du IIIe siècle av. J.-C. Sans être lui-même versé en astronomie, il a composé un long poème qui servira de référence en la matière. Né à Soles en Cilicie, vers 315 av. J.-C., contemporain de Théocrite, il mourut à Pella (Macédoine) vers 245 av. J.-C.

## Biographie
Aratos de Soles, fils d’Athénodore et de Létophile, frère d'Athénodore de Soles est né vers -315. Nous savons par Suidas qu'il fut l'élève du grammairien Ménécrate d'Éphèse et des philosophes Timon de Phlionte et Ménédème d'Érétrie. Vers -291, Aratos partit étudier à Athènes sous la direction de Praxiphane et de Zénon de Cition.
Il vécut à la cour d'Antigonos Gonatas, roi de Macédoine entre -278 et -276, et a composé sur l'astronomie un poème intitulé Les Phénomènes et les Pronostics, que Cicéron, Germanicus et Avienus ont traduit en vers latins, et qui a été commenté par Hipparque, Ératosthène, Théon d'Alexandrie et Sévère Sebôkht. Il était considéré comme l'un des sept poètes de la Pléiade poétique. Lorsque Pyrrhus Ier envahit la Macédoine, Aratos rejoignit d'abord la cour d'Antiochos Ier, fils de Séleucos Ier, mais retourna quelques années plus tard en Macédoine, où il mourut.

## LesPhénomènes

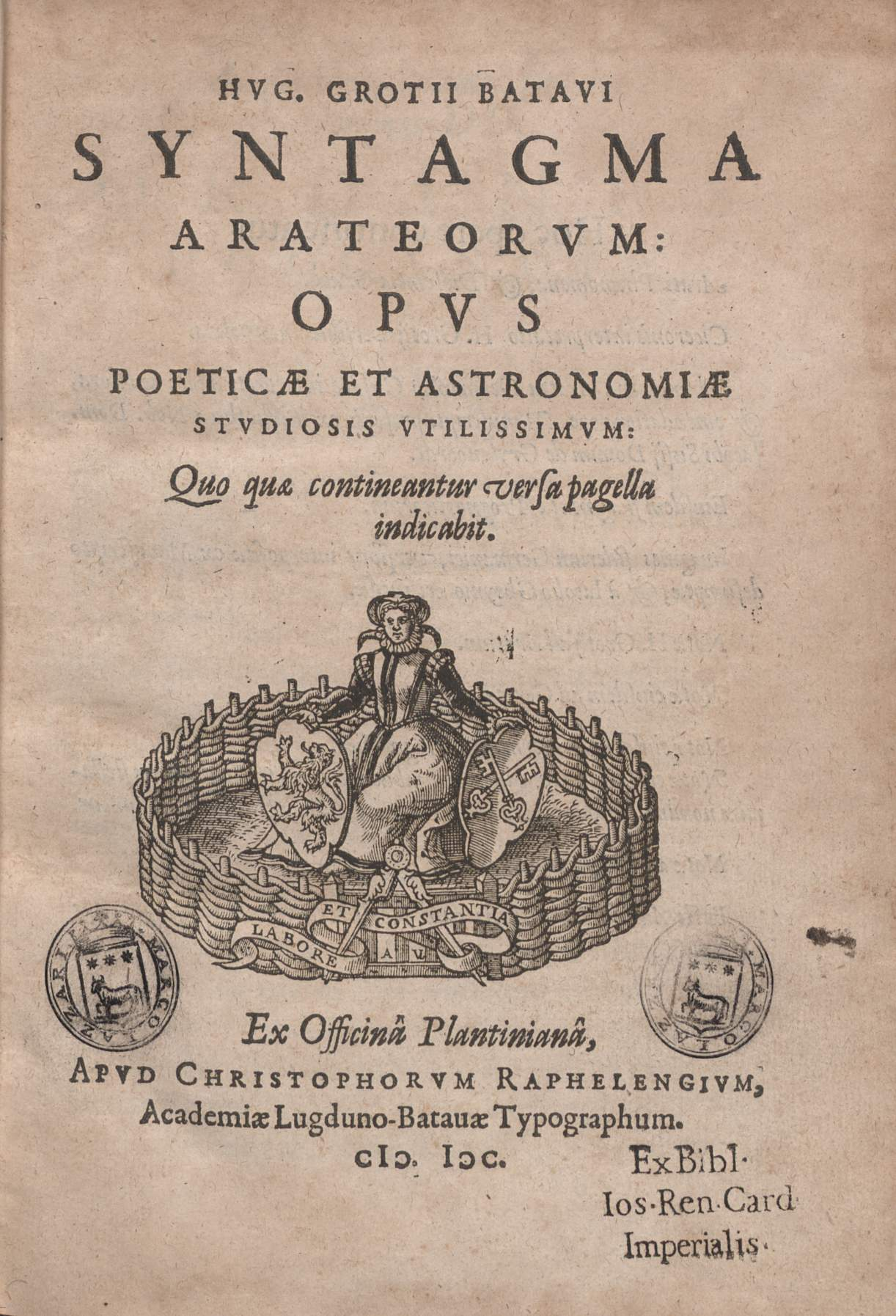
Phaenomena

Des œuvres d'Aratos, seuls les Phénomènes, un poème de 1 154 vers en grec sur l'astronomie, est parvenu jusqu'à nous. La première partie expose pour l'essentiel les idées d’Eudoxe sur les positions respectives des constellations, à quoi l'auteur ajoute des considérations sur la catastérisation, transformation des êtres en astres ou constellations. La seconde partie du poème provient d'une autre source, Des Signes du temps de Théophraste, premier ouvrage de prévisions météorologiques en Europe, et traite des signes météorologiques (en grec ancien diosemeia Διοσημεῖα : « Prévisions ») — parmi lesquels sont inclus les comportements des animaux. Le poème d'Aratos est réputé pour son obscurité, car l'auteur, emporté par la virtuosité poétique, a négligé la clarté de l'expression dans l'explication de la cosmologie.

## Postérité
Devenu rapidement célèbre, ce poème aurait été le plus lu dans l'Antiquité, après l’Iliade et l’Odyssée, selon l’Oxford Classical Dictionary.
De nombreux auteurs latins s'inspirèrent de l'œuvre d'Aratos, parmi lesquels les plus connus sont Manilius et Virgile. D'autres traductions comme celles de Cicéron (Aratea), de Germanicus et d'Avienus. Étant donné l'obscurité de certains passages des Phénomènes, les gloses sur ce poème apparurent dès l'Antiquité. Les plus connues sont celles de Geminos de Rhodes (Ier siècle), d'Achille Tatius (vers l'an 200), de Leontius (IIIe siècle av. J.-C.). Lucien de Samosate cite également Aratos.
Les noms d'étoiles utilisés viennent pour la plupart du poème d'Aratos : Ptolémée les conserva dans son Almageste et la tradition arabe les a transmis. Le manuscrit des Aratea de Leyde, un codex enluminé carolingien contenant la traduction latine de Germanicus des « Phénomènes », composé vers 825 en Lotharingie, est aujourd'hui l'un des plus vieux manuscrits de cette œuvre.
L'apôtre saint Paul reprend une citation d'Aratos, comme lui originaire de Cilicie. D'après l'auteur du livre des Actes des Apôtres, Paul cite le poète Aratos dans son discours aux Athéniens :  C'est ce qu'ont dit aussi quelques-uns de vos poètes : 'Car nous sommes aussi de sa [Dieu] race (Ac. 17:27-28). C'est une des cinq citations d'auteurs païens dans le Nouveau Testament.
Ronsard, dans Chansons épicuriennes, cite les Phénomènes d'Arate : "j'ai l'esprit tout ennuyé d'avoir trop étudié les Phénomènes d'Arate ...".
La tombe d'Aratos de Soles aurait été découverte en 2020 dans la ville de Mezitli (l'ancienne Pompeiopolis).

## Hommages en astronomie
- Aratus (cratère), cratère lunaire
- (12152) Aratos, astéroïde

### Œuvres
- Phénomènes (vers 275 av. J.-C.), édi. et trad. par Jean Martin, 2 vol., éd. Les Belles Lettres, Paris, CLXXXVII-146 p. et 626 p., 1998.
- Théon d'Alexandrie, Scholia in Aratum vetera (fin IVe s.), édi. par Jean Martin, K.G. Saur Verlag, Stuttgart, 1974.
- Aratus : Phænomena (1997), édi. par Douglas Kidd, Cambridge University Press
- Callimachus, Lycophron, Aratus, textum græcum cum translatione anglice (1921), éd. par A. W. Mair, Loeb Classical Library, Vol. 129.
- Les Phénomènes d’Aratus de Soles et de Germanicus César, avec les Scholies de Théon, les Catastérismes d’Ératosthène, et la sphère de Léontius, édi. par l’Abbé Halma, Paris 1821. Texte numérisé, mis en ligne: remacle.org
- Les poèmes astronomiques d'Aratus, éd. par Auguste Couat, Bordeaux, H. Duthu, 1881.

### Adaptations latines desPhénomènes
- Cicéron, Aratea. Fragments poétiques, édi. et trad. J. Soubiran, Les Belles Lettres, 1972.
- Germanicus, Les Phénomènes d'Aratos (vers 19), édi. et trad. André Le Bœuffle, Les Belles Lettres, 1975.
- Avienus, Les phénomènes d'Aratos (IVe s.), édi. et trad. J. Soubiran, Les Belles Lettres, 1981.

### Études sur Aratos
- Marie-Nicolas Bouillet  et Alexis Chassang (dir.), « Aratus » dans Dictionnaire universel d’histoire et de géographie, 1878 (lire sur Wikisource)
- Nicolas Halma, Commentaire de Théon d'Alexandrie sur le premier livre de la 'Composition mathématique' de Ptolémée, et les 'Phénomènes' d’Aratus de Soles et de Germanicus César, avec les 'Scholies' de Théon, les 'Catastérismes' d'Ératosthène, et la Sphère de Leontius, Paris, Merlin, 1821, 2 vol., in-4°.
- Pierre-Jacques Dehon, « Aratos et ses traducteurs latins : de la simple transposition à l'adaptation inventive », Revue belge de philologie et d'histoire , 81 (2003), p. 93-115 (en ligne).